# 1899
Il 1899 (MDCCCXCIX in numeri romani) è un anno  del XIX secolo.

## Eventi
- 1º gennaio: fine del dominio spagnolo su Cuba.
- 15 gennaio: manifestazione irredentista a Trieste.[1]
- 16 gennaio:
  - In Etiopia viene conclusa la pace tra Ras Mangascià e ras Maconnen.
  - Il libro La carrozza di tutti di Edmondo De Amicis ottiene un grande successo: in tre settimane ne vengono esaurite sette edizioni.
  - Le linotype vengono impiegate per la prima volta in Italia.
- 17 gennaio: gli Stati Uniti prendono il possesso dell'Isola di Wake nell'Oceano Pacifico.
- 1º febbraio: cessa il mandato politico dei deputati repubblicano Luigi De Andreis e socialista Filippo Turati condannati per i moti del pane del maggio 1898.
- 7 febbraio: inaugurazione della ferrovia elettrica Milano-Monza.
- 3 marzo: Guglielmo Marconi dimostra all'Associazione degli elettricisti a Londra che è possibile proiettare un fascio di onde elettromagnetiche.
- 4 marzo: approvata alla camera la legge che punisce lo sciopero degli addetti ai pubblici servizi e limita la libertà di riunione, di associazione e di stampa.
- 12 marzo: 
  - Crisi di governo per la questione riguardante l'occupazione della baia di San Mun in Cina.
  - Il saggio di Lev Tolstoj, Che cos'è l'Arte? è al centro di vivace polemiche fra artisti e letterati italiani.
- 11 aprile: re Umberto I insieme alla regina Margherita comincia una lunga visita in Sardegna.
- 16 aprile: viene celebrato solennemente il 21º anniversario dell'ascesa al soglio di Leone XIII.
- 14 maggio: costituzione del secondo ministero Luigi Pelloux (fino al 24 giugno 1900).
- 16 maggio: viene inaugurata a Como l'Esposizione voltiana.
- 18 maggio: si apre la prima conferenza internazionale della pace a L'Aia.
- 25 maggio: 
  - Alla Camera dei deputati della Sinistra applicano per la prima volta l'ostruzionismo.
  - Eccezionale successo a Milano e a Roma dell'opera teatrale della tragedia La Gioconda di Gabriele D'Annunzio interpretata da Eleonora Duse ed Ermete Zacconi.
- 3 giugno: annullata dalla corte suprema francese la sentenza contro Alfred Dreyfus e viene chiesto un nuovo processo.
- 12 giugno: da Christiania (Oslo) parte la nave Stella Polare la spedizione a Polo Nord di Luigi Amedeo di Savoia-Aosta, duca degli Abruzzi.
- 8 luglio: un incendio distrugge quasi completamente L'Esposizione voltiana a Como.
- 11 luglio: nasce a Torino la "Società Anonima Fabbrica Italiana di Automobili", meglio conosciuta come FIAT.
- 14 agosto: il governo italiano rinuncia all'occupazione della baia di San-Mun in Cina.
- 20 agosto: inaugurazione a Como del primo congresso nazionale dell'educazione femminile.
- 9 settembre: il secondo processo Dreyfus si conclude con la riduzione della pena a 10 anni di detenzione semplice.
- 19 settembre: il presidente francese Loubet concede la grazia a Dreyfus.
- 12 ottobre: scoppia la guerra anglo-boera.
- 14 ottobre: trattato di Windsor, in funzione antiboera, fra Gran Bretagna e Portogallo.
- 17 ottobre: inizio della Guerra dei Mille Giorni in Colombia.
- 7 novembre: viene inaugurato a Porto Said un monumento a Ferdinando di Lesseps.
- 29 novembre: viene fondato il Futbol Club Barcelona.
- 2 dicembre: i rappresentanti italiani ed elvetici firmano a Berna il trattato per il congiungimento delle ferrovie italiane e svizzere attraverso la galleria del Sempione, i cui lavori di scavo sono cominciati già da un anno.
- 9-15 dicembre: in Sudafrica le truppe britanniche subiscono una serie di dure sconfitte a Stormberg, a Magersfontein e a Colenso.
- 13 dicembre: viene fondato il Milan Football and cricket club (che dal 1939 assume il nome di Associazione Calcio Milan, meglio conosciuta solo come Milan).
- La prima Conferenza dell'Aia stabilisce che le convenzioni di guerra si applicano solamente quando entrambi gli Stati belligeranti hanno firmato le convenzioni/norme precedentemente.
- 24 dicembre: con la cerimonia d'apertura della Porta Santa nella basilica di san Pietro a Roma ha inizio il 21º Anno santo celebrato dalla Chiesa cattolica.
- 31 dicembre: finisce l'anno con la concessione in Italia di una grande amnistia per tutti i reati politici. Tornano in libertà tutti quelli che erano stati condannati per i moti del maggio 1898.

## Nati
Ci sono circa 1 480 voci su persone nate nel 1899; vedi la pagina Nati nel 1899 per un elenco descrittivo o la categoria Nati nel 1899 per un indice alfabetico.

## Morti
Ci sono circa 400 voci su persone morte nel 1899; vedi la pagina Morti nel 1899 per un elenco descrittivo o la categoria Morti nel 1899 per un indice alfabetico.

## Calendario
| Calendario 1899 | Calendario 1899 | Calendario 1899 | Calendario 1899 | Calendario 1899 | Calendario 1899 | Calendario 1899 | Calendario 1899 | Calendario 1899 | Calendario 1899 | Calendario 1899 | Calendario 1899 | Calendario 1899 | Calendario 1899 | Calendario 1899 | Calendario 1899 | Calendario 1899 | Calendario 1899 | Calendario 1899 | Calendario 1899 | Calendario 1899 | Calendario 1899 | Calendario 1899 | Calendario 1899 | Calendario 1899 | Calendario 1899 | Calendario 1899 | Calendario 1899 | Calendario 1899 | Calendario 1899 | Calendario 1899 | Calendario 1899 | Calendario 1899 |
| --------------- | --------------- | --------------- | --------------- | --------------- | --------------- | --------------- | --------------- | --------------- | --------------- | --------------- | --------------- | --------------- | --------------- | --------------- | --------------- | --------------- | --------------- | --------------- | --------------- | --------------- | --------------- | --------------- | --------------- | --------------- | --------------- | --------------- | --------------- | --------------- | --------------- | --------------- | --------------- | --------------- |
|                 | 1               | 2               | 3               | 4               | 5               | 6               | 7               | 8               | 9               | 10              | 11              | 12              | 13              | 14              | 15              | 16              | 17              | 18              | 19              | 20              | 21              | 22              | 23              | 24              | 25              | 26              | 27              | 28              | 29              | 30              | 31              |                 |
| Gennaio         | Do              | Lu              | Ma              | Me              | Gi              | Ve              | Sa              | Do              | Lu              | Ma              | Me              | Gi              | Ve              | Sa              | Do              | Lu              | Ma              | Me              | Gi              | Ve              | Sa              | Do              | Lu              | Ma              | Me              | Gi              | Ve              | Sa              | Do              | Lu              | Ma              |                 |
| Febbraio        | Me              | Gi              | Ve              | Sa              | Do              | Lu              | Ma              | Me              | Gi              | Ve              | Sa              | Do              | Lu              | Ma              | Me              | Gi              | Ve              | Sa              | Do              | Lu              | Ma              | Me              | Gi              | Ve              | Sa              | Do              | Lu              | Ma              |                 |                 |                 |                 |
| Marzo           | Me              | Gi              | Ve              | Sa              | Do              | Lu              | Ma              | Me              | Gi              | Ve              | Sa              | Do              | Lu              | Ma              | Me              | Gi              | Ve              | Sa              | Do              | Lu              | Ma              | Me              | Gi              | Ve              | Sa              | Do              | Lu              | Ma              | Me              | Gi              | Ve              |                 |
| Aprile          | Sa              | Do              | Lu              | Ma              | Me              | Gi              | Ve              | Sa              | Do              | Lu              | Ma              | Me              | Gi              | Ve              | Sa              | Do              | Lu              | Ma              | Me              | Gi              | Ve              | Sa              | Do              | Lu              | Ma              | Me              | Gi              | Ve              | Sa              | Do              |                 |                 |
| Maggio          | Lu              | Ma              | Me              | Gi              | Ve              | Sa              | Do              | Lu              | Ma              | Me              | Gi              | Ve              | Sa              | Do              | Lu              | Ma              | Me              | Gi              | Ve              | Sa              | Do              | Lu              | Ma              | Me              | Gi              | Ve              | Sa              | Do              | Lu              | Ma              | Me              |                 |
| Giugno          | Gi              | Ve              | Sa              | Do              | Lu              | Ma              | Me              | Gi              | Ve              | Sa              | Do              | Lu              | Ma              | Me              | Gi              | Ve              | Sa              | Do              | Lu              | Ma              | Me              | Gi              | Ve              | Sa              | Do              | Lu              | Ma              | Me              | Gi              | Ve              |                 |                 |
| Luglio          | Sa              | Do              | Lu              | Ma              | Me              | Gi              | Ve              | Sa              | Do              | Lu              | Ma              | Me              | Gi              | Ve              | Sa              | Do              | Lu              | Ma              | Me              | Gi              | Ve              | Sa              | Do              | Lu              | Ma              | Me              | Gi              | Ve              | Sa              | Do              | Lu              |                 |
| Agosto          | Ma              | Me              | Gi              | Ve              | Sa              | Do              | Lu              | Ma              | Me              | Gi              | Ve              | Sa              | Do              | Lu              | Ma              | Me              | Gi              | Ve              | Sa              | Do              | Lu              | Ma              | Me              | Gi              | Ve              | Sa              | Do              | Lu              | Ma              | Me              | Gi              |                 |
| Settembre       | Ve              | Sa              | Do              | Lu              | Ma              | Me              | Gi              | Ve              | Sa              | Do              | Lu              | Ma              | Me              | Gi              | Ve              | Sa              | Do              | Lu              | Ma              | Me              | Gi              | Ve              | Sa              | Do              | Lu              | Ma              | Me              | Gi              | Ve              | Sa              |                 |                 |
| Ottobre         | Do              | Lu              | Ma              | Me              | Gi              | Ve              | Sa              | Do              | Lu              | Ma              | Me              | Gi              | Ve              | Sa              | Do              | Lu              | Ma              | Me              | Gi              | Ve              | Sa              | Do              | Lu              | Ma              | Me              | Gi              | Ve              | Sa              | Do              | Lu              | Ma              |                 |
| Novembre        | Me              | Gi              | Ve              | Sa              | Do              | Lu              | Ma              | Me              | Gi              | Ve              | Sa              | Do              | Lu              | Ma              | Me              | Gi              | Ve              | Sa              | Do              | Lu              | Ma              | Me              | Gi              | Ve              | Sa              | Do              | Lu              | Ma              | Me              | Gi              |                 |                 |
| Dicembre        | Ve              | Sa              | Do              | Lu              | Ma              | Me              | Gi              | Ve              | Sa              | Do              | Lu              | Ma              | Me              | Gi              | Ve              | Sa              | Do              | Lu              | Ma              | Me              | Gi              | Ve              | Sa              | Do              | Lu              | Ma              | Me              | Gi              | Ve              | Sa              | Do              |                 |